# Nintama Rantarō (serie animata)
Nintama Rantarō (忍たま乱太郎?) è un anime diretto da Tsutomu Shibayama, prodotto dallo studio Ajia-do Animation Works e basato sul manga Rakudai ninja Rantarō di Sōbē Amako. Nintama Rantarō è uno degli anime più lunghi della storia, contando oggi oltre 1953 episodi.
Nel 2011 ne è stato tratto un film omonimo.

## Personaggi
Inadera Rantarou (猪名寺 乱太郎)
Doppiato da: Minami Takayama
- Settsuno Kirimaru (摂津の きり丸)

Doppiato da: Mayumi Tanaka
- Fukutomi Shinbei (福富 しんべヱ)

Doppiato da: Teiyū Ichiryūsai
- Kuroki Shouzaemon (黒木 庄左ヱ門)

Doppiato da: Mami Matsui
- Ninokuruwa Isuke (二郭 伊助)

Doppiato da: Chie Satō
- Katou Danzou (加藤 団蔵)

Doppiato da: Hiroko Emori
- Satake Torawaka (佐武 虎若)

Doppiato da: Yūko Kobayashi
- Yumesaki Sanjirou (夢前 三治郎)

Doppiato da: Hiroko Emori
- Sasayama Heidayuu (笹山 兵太夫)

Doppiato da: Akiko Muta
- Minamoto Kingo (皆本 金吾)

Doppiato da: Kumiko Watanabe
- Yamamura Kisanta (山村 喜三太)

Doppiato da: Tomiko Suzuki

## Episodi
La serie è composta da 24 stagioni e 1953 episodi (esclusi gli special).

## Colonna sonora
- Opening Themes

1. "Yūki 100%" by Hikaru Genji (ep. 1-55)
2. "Yūki 100%" by Hikaru Genji Super 5 (ep. 56-807)
3. "Yūki 100% (2002)" by Ya-Ya-Yah (ep. 809-1,253)
4. "Yūki 100% (2009)" by Hey! Say! JUMP (ep. 1,254-)
5. "Yūki 100% (2010)" by NYC
6. "Yūki 100% (2012)" by Sexy Zone

- Ending Themes

1. "Dancing Junk (ダンシング ジャンク)" by Super Monkey's (ep. 1-47)
2. "Don't Mind Namida (DON'T MIND 涙 Don't Mind the Tears)" by Hikaru Genji Super 5 (ep. 48-60)
3. "Shaking Night" by Hikaru Genji Super 5 (ep. 61-168)
4. "四方八方肘鉄砲(The First)" (eps. 169-199)
5. "0-Ten Champion (0点チャンピオン 0 Grade Champion)" by Junich&JJr (ep. 200-265)
6. "Owara Nai School Days (終わらない SCHOOL DAYS The School Days Never End)" by Junich&JJr (ep. 266-289)
7. "Kō Shichai Rare Nai (こうしちゃいられない)" by Junich&JJr (eps. 290-369)
8. "Nin-Nin Nintama Ondo (にんにん忍たま音頭)" by SAY S (eps. 370-409)
9. "Itsu Datte (いつだってYELL Always Yell)" by Emiri Nakayama (ep. 410-499, 501-504, 506-509, 512-517, 519-522, 524-527, 529-530)
10. "Hemu-Hemu Waltz (ヘムヘムのワルツ)" by Hemu-Hemu (episode 500, 505)
11. "Tamae Kaki Uta Shinbe We no dan (たまえかきうた しんべヱの段)" by Yuko Bracken (ep. 510, 518, 523 e 528)
12. "Memory and Melody" by SPLASH (eps. 531-568)
13. ""Ai ga Ichiban (愛がいちばん Love's Best)" by Sayuri Ishikawa (eps. 569-648)
14. "四方八方肘鉄砲 (Second Generation)" by Mayumi Hunaki (eps. 649-808)
15. ""Sekai ga Hitotsu ni Naru Made (世界がひとつになるまで Until the World is One)" by Ya-Ya-Yah (ep. 809-967)
16. "Kaze (風 The Wind)" by Aya Ueto (eps. 968-1,047)
17. "Oh!ENKA (桜援歌 (OH!ENKA)" by Kanjani8 (ep. 1,048-1,153)
18. "Ai ni Mukatte (愛に向かって)" by Kanjani8 (ep. 1,154-1,253)
19. "Yume Iro (夢色 Dream Color)" by Hey! Say! JUMP (eps. 1,254-)
20. "Yume no Tane (ゆめのタネ)" by NYC
21. "Kaze o Kitte (風をきって)" by Sexy Zone
22. "Matta Nante na Shi! (待ったなんてなしっ!) by Sexy Zone